# Banjar Wangi (Ciawi)
Banjar Wangi is een bestuurslaag in het regentschap Bogor van de provincie West-Java, Indonesië. Banjar Wangi telt 6730 inwoners (volkstelling 2010).